# Hang On GP '96
Hang On GP '96 (Hang-On GP '95 au Japon et Hang-On GP aux États-Unis) est un jeu de course de moto développé par Genki et édité par Sega sur Saturn en 1995. Suite de Super Hang-On, le jeu est entièrement en trois dimensions. Les courses ne se déroulent plus sur une ligne droite sinuant à travers différents paysages comme dans les précédents opus, mais uniquement sur trois circuits offrant différents visuels. Le joueur peut choisir sa monture parmi les dix motos proposées et trois vues différentes en course.
Le jeu reçoit un accueil mitigé de la part de la presse spécialisée lors de sa sortie. Le titre reste globalement jugé comme un titre moyen, les critiques relevant des graphismes plutôt anguleux, un gameplay irréaliste, des contrôles trop sensibles et une bande-son désagréable.

## Système de jeu
Hang-On GP '96 est un jeu de course de moto qui se déroule sur le principe du contre-la-montre. C'est la suite du jeu Super Hang-On, entièrement en trois dimensions,. Le jeu est affiché dans une vue à la troisième personne, mais le joueur peut choisir parmi trois différentes vues et positions de caméra, notamment une seconde vue extérieure et une vue à la première personne,,. Le jeu propose deux modes de jeu (Grand Prix et Time Trial) et six courses balisées de checkpoints (trois courses différentes en versions courtes ou longues, ces dernières étant accessibles si le joueur termine en première ou deuxième position),,,,. Les courses ne se déroulent plus sur une ligne droite sinuant à travers différents paysages comme dans les précédents opus, mais uniquement sur circuit offrant différents visuels. La course Albatross Cliff Reef se déroule sur des routes sinueuses bordées de falaises. La piste News Dwells est située dans des décors urbains. Great Crismon Walls met en scène des décors de campagne. Le joueur peut choisir sa monture parmi les dix motos proposées. Chacune d'entre elles possède son comportement de conduite, des capacités d'accélération et de vitesse propres. Le joueur peut opter entre une boîte de vitesses manuelle ou automatique. Cinq sont accessibles dès le début du jeu et les autres sont déblocables grâce aux victoires en courses. Chaque course se déroule face à vingt concurrents. Deux boutons permettent de déplacer le poids du pilote du côté gauche ou droit afin de mieux appréhender les virages. L'interface, qui peut être affichée en haut ou en bas de l'écran, affiche de nombreuses informations comme le temps en cours, le meilleur temps réalisé ou une mini-carte indiquant la position sur la piste.

## Développement
Hang On GP '96 est développé par Genki. Il intègre des graphismes entièrement en 3D polygolane,.

## Accueil
Hang-On GP '96 reçoit un accueil mitigé de la part de la presse spécialisée lors de sa sortie. Le titre reste globalement jugé comme un titre moyen, les critiques relevant des graphismes plutôt anguleux, un gameplay irréaliste, des contrôles trop sensibles et une bande-son désagréable. 
Consoles + apprécie les différents niveaux de difficulté et leur équilibrage, ainsi que les différentes moto proposées, mais dénigre la prise en main, jugée « délicate ». Selon Sega Saturn Magazine, la sortie du jeu au Japon n'a pas provoqué l'« excitation escomptée par Sega », car pour le magazine, « Hang On GP '96 » n'a « malheureusement » rien de son ainé Hang-On. Si le jeu offre une expérience de jeu de course globalement acceptable, le magazine critique les contrôles « trop sensibles » et l'impression que la moto n'a aucun poids. GamePro peste également contre les contrôles qualifiés d'« erratiques ». Le magazine relève aussi un gameplay lent, une direction saccadée et l'absence de mode de jeu à plusieurs. Mean Machines Sega juge le gameplay irréaliste et le maniement trop sensible. Edge remarque que les motos se penchent exagérément et de manière irréaliste. Le magazine regrette aussi que quelle que soit la vitesse, si le joueur appuie sur une direction, l'avatar se penche irrémédiablement jusqu'à qu'il pose le genou au sol et modifie en conséquence trop les trajectoires. GameFan critiques également les contrôles trop sensibles.
GameFan juge le mappage de texture « impressionnant » et la 3D « fluide ». Consoles + considère les graphismes « honnêtes » et l'animation assez « fluide ». Cependant, le magazine estime que l'impression de vitesse mal est rendue et regrette l'interface, qui « brille par son absence ». Sega Saturn Magazine considère que les graphismes sont assez variés mais « clairement anguleux », et remarque que les roues ne sont même pas rondes, mais hexagonales,.
Sega Saturn Magazine n'apprécie ni les bruitages, ni les musiques, que le magazine qualifie de « bruit de tondeuse », et de « médiocre ». GamePro considère que le bourdonnement du moteur donne mal à la tête. Consoles + n'apprécie pas les bruitages du moteur et estime qu'ils ressemblent au bruit d'une « mobylette gonflée ».
Next Generation apprécie globalement le titre, malgré des défauts mineurs. GameFan estime que Hang-On GP '96 met en scène tout le savoir-faire de Sega en matière de simulation sportive, et apprécie globalement le titre. Computer and Video Games juge le jeu « addictif », mais « frustrant ». Pour Sega Saturn Magazine, le jeu ne tient pas la comparaison face à un jeu comme Sega Rally, sorti au même moment. Mean Machines Sega déconseille le jeu, et propose lui-aussi au joueur de préférer Sega Rally, même si le jeu est la seule simulation de moto disponible sur la Sega Saturn. Consoles + juge le jeu globalement intéressant mais décevant. Selon GamePro, le jeu « ne vaut pas le coup ». Sega Saturn Magazine estime qu'il reste attractif, malgré ses faiblesses et sonores de gameplay. Pour Edge, c'est un concept au départ prometteur, qui souffre de problèmes de programmation.